# 23a cerimònia dels Premis César
La 23a cerimònia dels Premis César — també coneguts com Nuit des César — que premiava les pel·lícules estrenades el 1997, va tenir lloc el 28 de febrer de 1998 al Théâtre des Champs-Élysées.
Va ser presidida per Juliette Binoche i retransmesa a Canal+.

## Presentadors i ponents
- Daniel Toscan du Plantier, president de l'Académie des arts et techniques du cinéma
- Juliette Binoche, presidenta de la cerimònia
- Antoine de Caunes, mestre de cerimònia
- Charlotte Rampling, per l'entrega del César Honorari a Michael Douglas
- Johnny Hallyday, per la presentació del César Honorari a Jean-Luc Godard
- Jean-Luc Godard, per l'entrega del César Honorari a Clint Eastwood
- Juliette Binoche, per la presentació del César a la millor pel·lícula
- Patrice Leconte, per la presentació del César al millor director
- Sabine Azéma, per la presentació del César al millor actor
- Philippe Torreton, per la presentació del César a la millor actriu
- Catherine Frot, per la presentació del César al millor actor secundari
- Jacques Gamblin, per la presentació del César a la millor actriu secundària
- Agnès Jaoui & Jean-Pierre Bacri, per la presentació del César al millor guió original o adaptació
- Sandrine Bonnaire, per la presentació del César al millor primer treball
- Mathieu Amalric, per la presentació del César a l'actriu més prometedora
- Brigitte Fossey, per la presentació del César a l'home més prometedor
- Aure Atika & MC Solaar, per la presentació del César a la millor música
- Alain Chabat i Patrick Timsit, per la presentació del César al millor vestuari / César a la millor decoració / César al millor so / César a la millor fotografia / César al millor muntatge
- Dominique Blanc, pel premi César al millor curtmetratge
- Jane Birkin, pel César a la millor pel·lícula estrangera

## Desenvolupament
La triomfadora de la nit va ser Coneixem la cançó d'Alain Resnais, que amb tretze nominacions va obtenir set premis: millor pel·lícula, millor actor, millor actor secundari, millor actriu secundària, millor guió, millor muntatge i millor so. La va seguir El cinquè element de Luc Besson, que de vuit nominacions va obtenir tres premis: millor director, millor fotografia i millor decorat. Per contra, Marius et Jeannette de Robert Guédiguian, de set nominacions, només va obtenir el premi a la millor actriu, Western de Manuel Poirier de sis nominacions va guanyar només el premi a la millor música i Le Bossu de Philippe de Broca de vuit nominacions, només el premi al millor vestuari.

## Guanyadors i nominats
Els guanyadors s'indiquen en negreta.
| Millor pel·lícula - Coneixem la cançó d'Alain Resnais - Le Bossu de Philippe de Broca - El cinquè element de Luc Besson - Marius et Jeannette de Robert Guédiguian - Western de Manuel Poirier | Millor director - Luc Besson per El cinquè element - Alain Corneau per Le Cousin - Robert Guédiguian per Marius et Jeannette - Alain Resnais per Coneixem la cançó - Manuel Poirier per Western                                  |
| Millor actor - André Dussollier per Coneixem la cançó - Daniel Auteuil per Le Bossu - Charles Berling per Nettoyage à sec - Alain Chabat per Didier, el meu fidel amic - Patrick Timsit per Le Cousin | Millor actriu - Ariane Ascaride per Marius et Jeannette - Sabine Azéma per Coneixem la cançó - Marie Gillain per Le Bossu - Sandrine Kiberlain per Le Septième Ciel - Miou-Miou per Nettoyage à sec                              |
| Millor actor secundari - Jean-Pierre Bacri per Coneixem la cançó - Vincent Pérez per Le Bossu - Jean-Pierre Darroussin per Marius et Jeannette - Gérard Jugnot per Marthe - Lambert Wilson per Coneixem la cançó                                                                                                  | Millor actriu secundària - Agnès Jaoui per Coneixem la cançó - Marie Trintignant per Le Cousin - Karin Viard per Les Randonneurs - Pascale Roberts per Marius et Jeannette - Mathilde Seigner per Nettoyage à sec                |
| Millor actor revelació - Stanislas Merhar per Nettoyage à sec - Sacha Bourdo per Western - Vincent Elbaz per Les Randonneurs - José Garcia per Us enganyaria, jo? - Sergi López per Western | Millor actriu revelació - Emma de Caunes per Un frère - Jeanne Balibar per J'ai horreur de l'amour - Isabelle Carré per La Femme défendue - Amira Casar per Us enganyaria, jo? - Laetitia Pesenti per Marius et Jeannette        |
| Millor pel·lícula estrangera - Tocant el vent de Mark Herman - HANA-BI (はなび) de Takeshi Kitano - El pacient anglès de Anthony Minghella - The Full Monty de Peter Cattaneo - Tothom diu "I love you" de Woody Allen                                                                                            | Millor primera pel·lícula - Didier, el meu fidel amic d'Alain Chabat - L'Autre Côté de la mer de Dominique Cabrera - Les Démons de Jésus de Bernie Bonvoisin - Ma vie en rose d'Alain Berliner - La Vie de Jésus de Bruno Dumont |
| Millor guió original o adaptació - Jean-Pierre Bacri i Agnès Jaoui per Coneixem la cançó - Michel Alexandre i Alain Corneau per Le Cousin - Anne Fontaine i Gilles Taurand per Nettoyage à sec - Jean-François Goyet i Manuel Poirier per Western - Robert Guédiguian i Jean-Louis Milesi per Marius et Jeannette | Millor música - Bernardo Sandoval per Western - Bruno Fontaine per Coneixem la cançó - Jordi Savall per Marquise - Philippe Sarde per Le Bossu - Éric Serra per El cinquè element                                                |
| Millor fotografia - Thierry Arbogast per El cinquè element - Benoît Delhomme per Artemisia - Jean-François Robin per Le Bossu | Millor decorat - Dan Weil per El cinquè element - Jacques Saulnier per Coneixem la cançó - Bernard Vézat per Le Bossu |
| Millor muntatge - Michel Klochendler, Pierre Lenoir, Jean-Pierre Laforce per Coneixem la cançó - Daniel Brisseau per El cinquè element - Pierre Gamet, Gérard Lamps per Le Cousin | Millor so - Michel Klochendler, Pierre Lenoir, Jean-Pierre Laforce per Coneixem la cançó - Daniel Brisseau per El cinquè element - Pierre Gamet, Gérard Lamps per Le Cousin                                                      |
| Millor vestuari - Christian Gasc per Le Bossu - Dominique Borg per Artemisia - Jean-Paul Gaultier per El cinquè element | Millor curtmetratge - Des majorettes dans l'espace de David Fourier - Ferrailles de Laurent Pouvaret - Seule d'Érick Zonca - Tout doit disparaître de Jean-Marc Moutout - La Vieille Dame et les Pigeons de Sylvain Chomet       |
| César d'honor - Jean-Luc Godard - Clint Eastwood, - Michael Douglas | |